# 半地塹
半地塹（英語：half-graben）是一側以斷層為界的地質構造，與全地塹不同，全地塹是一塊凹陷的地塊與兩條平行斷層為界。

#### 裂谷和斷層構造
裂谷是當地殼被拉開而延伸的區域。它通常在地殼被早期地質活動而削弱的地區形成。伸展斷層一般平行於裂谷的軸線。伸展斷層是地殼的裂縫，一般沿高角度向下延伸。當兩側拉開時，上盤沿斷層面向下移動。繼續拉漲時地殼變薄並下沉，形成裂谷盆地。導致地幔上湧，及地殼融化，進而引起裂谷盆地中的火山活動。伸展盆地表面看起來是由地塹或凹陷的地塊造成的
。事實上，它們通常由連接不對稱的半地塹製成。由於伴生的反向断层所造成的地層傾斜與主斷層所造成的地層傾斜相反，所以表面看類似全地塹。
隨著裂谷的繼續擴展，裂谷的側翼由於岩石圈的均衡補償而抬升。這就產生了典型的半地塹的不對稱地形。沿裂谷軸半地塹的傾角方向（極性）可能發展成交替性，而將裂谷分隔成多個部分。
蘇伊士灣、東非裂谷、里奧格蘭德（英語：Rio Grande）裂谷系統和北海等裂谷盆地通常包含一系列半地塹次盆地，半地塹的極性沿裂谷軸而變化。造成伸展斷層在裂谷中被分割。一般裂谷的邊界斷層，若長度超過 10 公里（6.2 英里）就會被坡道（英語：ramp）分隔。沈積物可通過坡道進入盆地内。通常裂谷沿其軸線斷裂成約 50 至 150 公里（31 至 93 英里）長的段帶。